# Giovanni Berlam
Giovanni Andrea Berlam (geboren 1823 in Triest, Kaisertum Österreich; gestorben 1892, in Triest, Österreich-Ungarn) war ein österreichischer Architekt.

## Leben
Berlam studierte 1841 bis 1845 Bauingenieurwesen am k.k. Polytechnischen Institut in Wien bei den Professoren Adam Burg, Josef Stummer und Ludwig Förster. 1846 ergänzte er seine Ausbildung um Architektur an der Accademia di belle arti in Venedig bei Peter Noble. Die folgenden fünf Jahre war er Ingenieur für die öffentlichen Gebäude von Triest und restaurierte u. a. den Prätorenpalast in Capodistria (Koper).
1850 beauftragte ihn Spiridon Gopcevich, ein Kaufmann und Bankier serbischer Herkunft, mit dem Bau eines repräsentativen Wohnhauses am Canal Grande. In diesem eklektisch gestalteten Palazzo Gopcevich ist heute das Theatermuseum der Stadt Triest untergebracht. Anschließend entwickelte er Pläne für die Errichtung oder den Umbau weiterer Häuser und Villen, u. a. 1861 der Villa Sigmundt. Im Jahr 1882 entwarf er den kaiserlichen Pavillon für die erste Landwirtschaftsmesse von Österreich-Ungarn.
Zu seinen bekannteren Bauten zählen auch die Casa Caccia an der Triestiner Piazza Goldoni (1875) und der Umbau des Palazzo Mauroner zu einem Theater.
Als Mitbegründer der Vereinigung Triestina für Kunst und Industrie machte er sich für die politische, wirtschaftliche und kulturelle Stellung Triests verdient. Von sehr offener Wesensart wagte er es, Auszeichnungen der österreichischen Regierung zurückzuweisen.
Nach seinem Tod 1892 führte sein Sohn Ruggero Berlam die begonnenen Projekte weiter.